# エリコンKA 20 mm 機関砲
エリコンKA 20 mm 機関砲（エリコンKA 20ミリ きかんほう、英語: Oerlikon KA series）は、スイスのエリコン社の20mm口径の機関砲シリーズ。

## 設計
エリコン社が1930年代に艦載機関砲として開発したエリコンSS 20mm機関砲は、第二次世界大戦において各国で大量に採用され、アメリカ海軍だけでも1万7千挺以上が運用されていた。1950年代に入ると、同社はその後継として、204-GKと5TGの2種類の機関砲を開発した。いずれも1943年に開発された20×128mm弾を使用し、ガス圧作動方式の自動機構を備えていたが、閉鎖機構は異なっており、また砲身長は204-GKは85口径長なのに対して5TGは120口径長、給弾機構も204-GKはベルト式なのに対して5TGはドラム型弾倉式であった。なお、204-GKの開発にはMG 151 機関砲の開発に携わったリンダー技師が参加しており、外見上もドイツ系の機関砲と類似しているが、内部機構は大きく異なっている。
また、イスパノ・スイザ社も同様のニーズに対して20×139mm弾を使用するHS.820を開発しており、1972年にエリコン社が同社の銃砲部門を買収すると、こちらもエリコン社のラインナップに加えられることになった。新体制では、204-GKがKAA、5TGがKAB、HS.820がKADとなった。

### 諸元・性能
|          | 204-GK (KAA)      | 5TG (KAB)          | HS.820 (KAD)      |
| -------- | ----------------- | ------------------ | ----------------- |
| 使用弾薬 | 20×128mm弾        | 20×128mm弾         | 20×139mm弾        |
| 砲身長   | 1,700 mm (85口径) | 2,400 mm (120口径) | 1,700 mm (85口径) |
| 砲口初速 | 1,050 m/秒        | 1,130 m/秒         | 1,000 m/秒        |
| 発射速度 | 1,000発/分        | 1,000発/分         | 1,000発/分        |
| 重量     | 70 kg             | 95 kg              | 51 kg             |

## 実装

### 陸上型

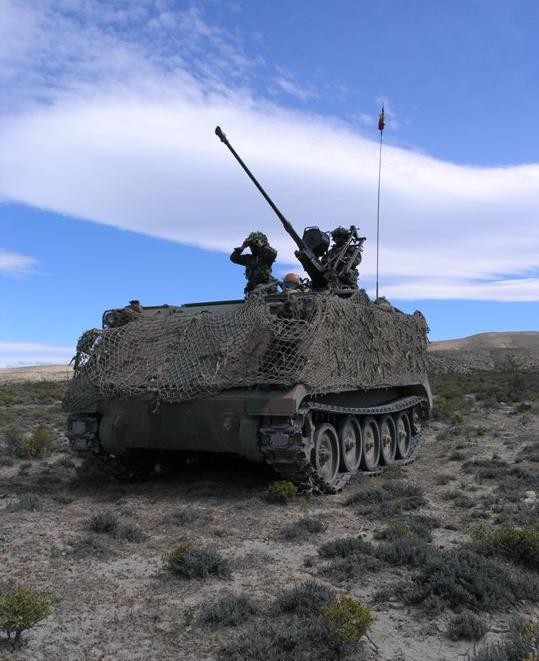
M113装甲兵員輸送車に搭載されたGAI-B01

5TGを使用する単装マウントとして10ILa/5TGがあり、砲がKABと改称された後にはGAI-B01と称されるようになった。
HS.820を使用する単装マウントとしては、75発入りの箱型弾倉1つを用いて砲の右側からのみ給弾するHS.693-B3.1と、2つを用いて砲の両側から給弾するHSS.693-B5、50発入りドラム型弾倉1つを砲の上方に備えたHS.639-B4.1があり、砲がKADと改称された後には、それぞれGAI-C01および04、03と称されるようになった。
また、HS.820を連装に配して、両側に120発入りの箱型弾倉を備えたHS.666Aも開発され、砲の改称後はGAI-D01と称されており、上記のような20mm単装砲架と、より強力な35mm連装機関砲との間を埋めるものと位置づけられた。
ブッシュマスター計画の第一段階において、アメリカ陸軍はコルト Mk12や204-GK、HS.820をVRFWS-I（Interim Vehicle Rapid Fire Weapons System）として検討して、1962年2月にHS.820を採択、M139として制式化して、XM800・M114A2装甲偵察車に搭載した。

### 艦載型

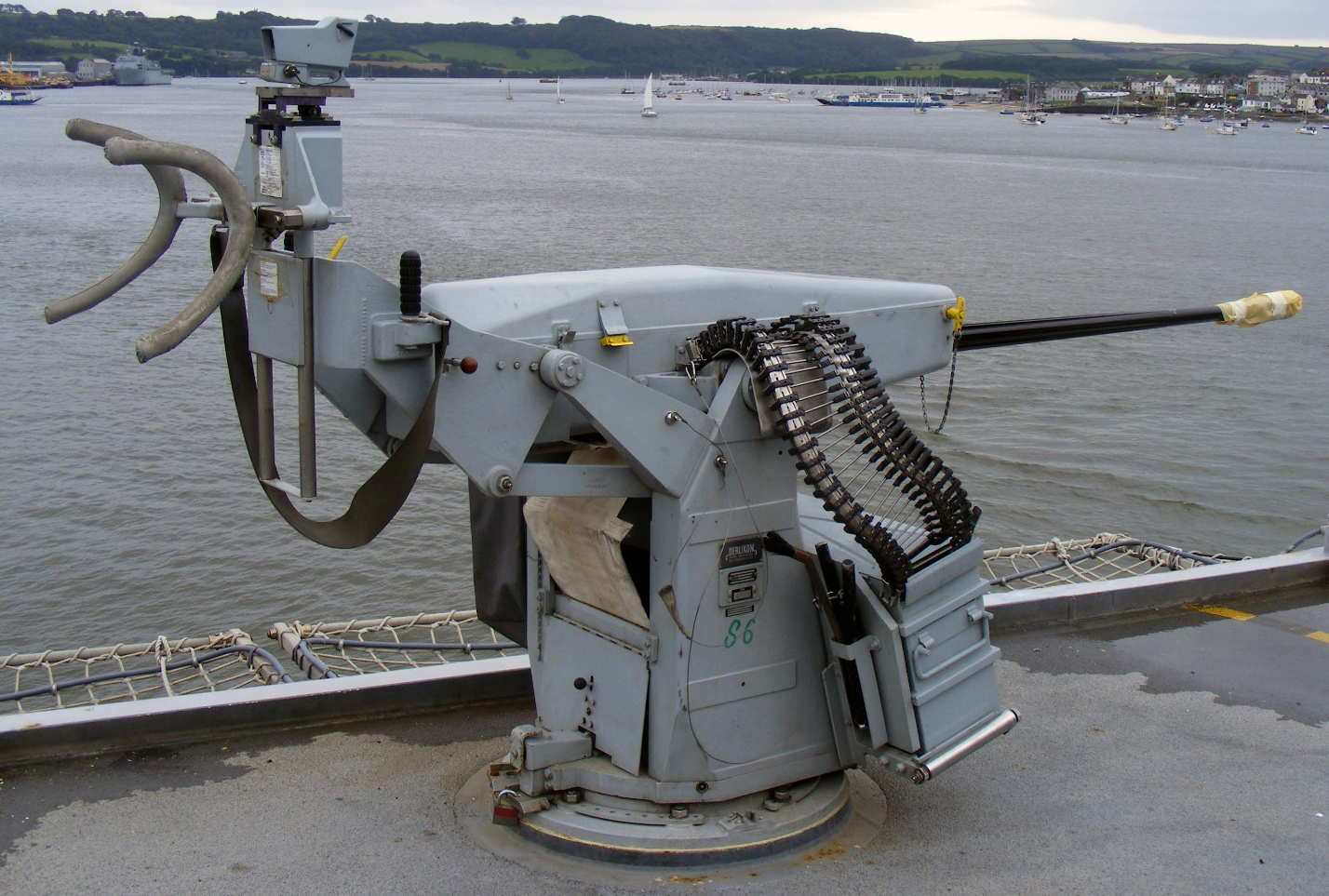
イギリス軍艦に搭載されたGAM-B01

艦載用として最も簡易的なマウントがA41Aである。これは大戦中にHS.804を架して用いられていたMk.7マウントの発展型としてBMARC社が開発したもので、Mk.7マウントと同様に給弾機構はドラム型弾倉式、旋回・俯仰とも手動式の簡素な単装マウントであり、1968年に生産が開始されたのち、一度販売が終了したものの、その簡素さを求めるユーザーも多く、1980年から生産が再開された。
一方、KAAを用いたベルト給弾式のマウントとして開発されたのがGAM-B01で、1976年より生産を開始した。またBMARC社も、HS.820用に類似したマウントであるA41/820を開発しており、こちらは1970年より生産を開始して、HS.820がKADと改称されるのに伴ってGAM-C01と改称された。1982年のフォークランド紛争を受けて、多くのイギリス軍艦にGAM-B01が緊急搭載された。